# Безсмертні

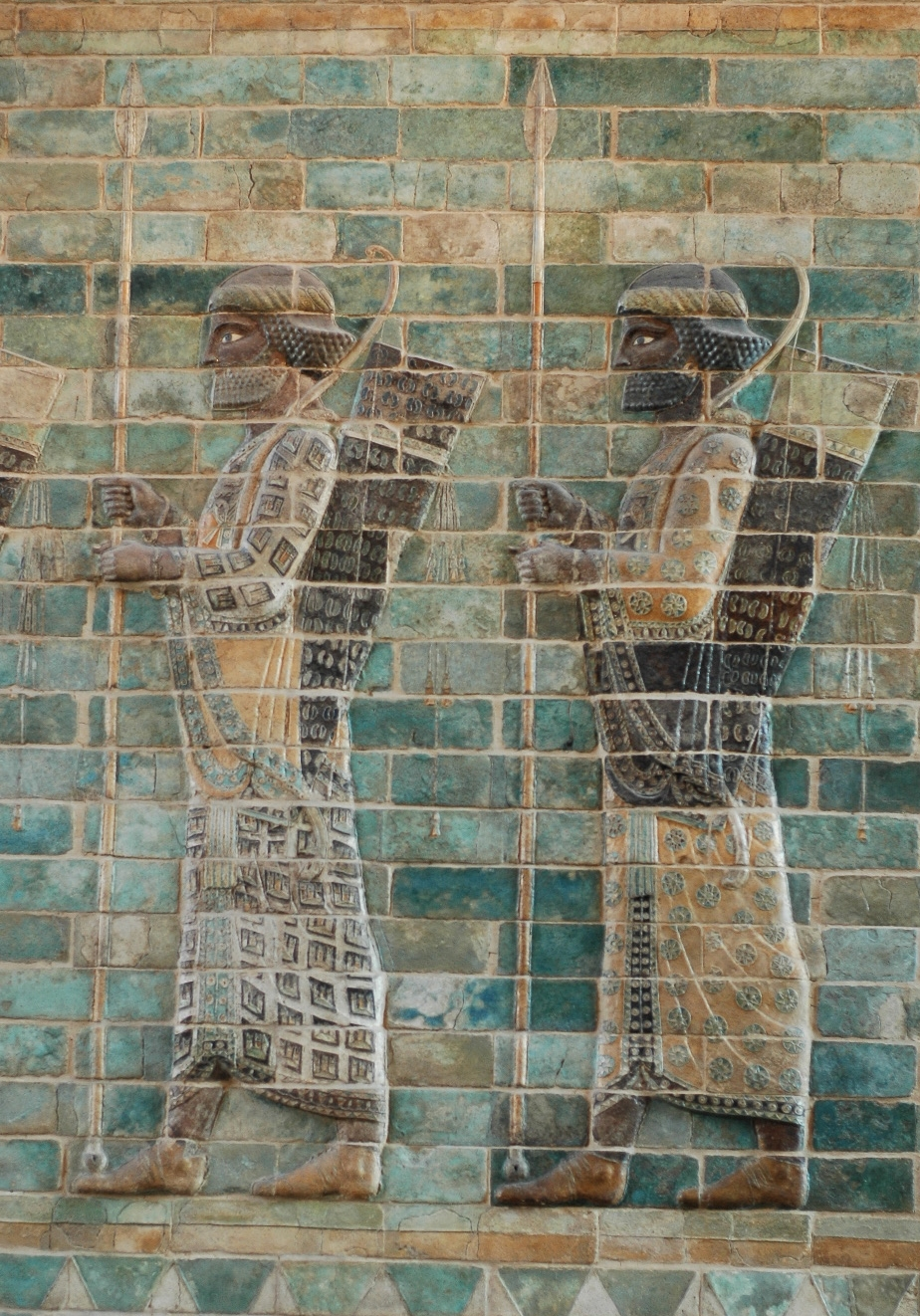
«Безсмертні» з списами, зображені на стіні палацу Дарія I в Сузах. Близько 510 року до нашої ери

Безсмертні — в стародавній Персії назва елітних військ, котрі поєднували риси гвардії і регулярних військ. Вони були піхотинцями та вершниками, озброєними списами й луками.

## Історія

### Імперія Ахеменідів
Вперше з'явилися в імперії Ахеменідів в VI столітті до нашої ери.
«Безсмертні» докладно описані Геродотом, який позначав їх як «десять тисяч» або «атанатої» (з грец. Αθάνατοι — безсмертні). За однією з версій, вони отримали таку назву в результаті того, що Геродот переплутав перські слова Anūšiya (супутники) і Anauša (безсмертні). Інша версія пояснює походження назви тим, що, як тільки хтось з «безсмертних» гинув, його замінювали іншим, тим самим підтримуючи число «безсмертних» постійним (10 000 осіб). Про ці загони згадували пізніші письменники, як Гераклід Кумський або Афіней з Навкратіди, але вони ймовірно використовували праці Геродота.
Загони «безсмертних» формувалися тільки з мідійців, персів та еламітів, причому перша тисяча, яка становила особисту охорону царя , формувалася виключно з перської знаті. Підготовка починалася ще в дитинстві. Обов'язковими для «безсмертного» були вміння добре стріляти з лука і їздити верхи, а згодом також суворе дотримання вченню Заратустри. Від них вимагалося завжди казати правду.

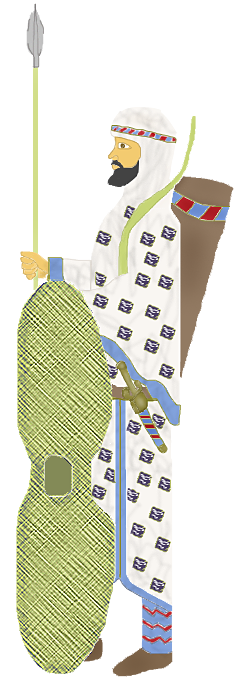
Сучасний малюнок, що зображає екіпіровку «безсмертного»

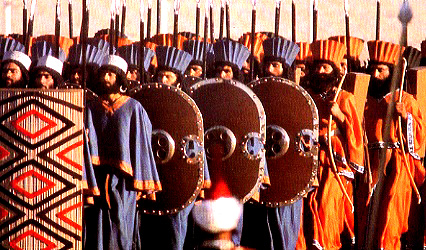
Реконструкція «безсмертних» на параді в Ірані, 1971 р.

Служба починалася в 20 років і тривала до 50. Потім воїни отримували пожиттєву пенсію та земельні наділи. «Безсмертні» були екіпіровані шкіряною бронею і плетеними щитами і озброєні короткими списами з залізними кінцями і луками з очеретовимі стрілами; іноді також пращами. Характерною частиною одягу «безсмертних» була тканинна чи фетрова шапка, яку можна було натягнути на обличчя для захисту від бруду та пилу. Вони могли боротися і як важка піхота, і як кіннота. «Безсмертні» були малоефективні в бою з противниками, які використовують списи або довгі мечі (наприклад, грецькі гопліти).
«Безсмертні» брали участь у більшості важливих битв Перської імперії, зокрема, у війні з Нововавілонським царством в 547 році до н. е.., в завоюванні Єгипту Камбісом (525 рік до н. е..), в походах Дарія I в Індію та Скіфію, але особливо відомо їх участь в Греко-перських війнах, коли «безсмертними» командував Гідарн. Після Греко-перських воєн загони «безсмертних» були розформовані.

### Сасаніди та Візантійська імперія
«Безсмертні» знову з'явилися в Сасанідському Ірані; сасанідські «безсмертні» були схожі на своїх попередників, їх чисельність також становила 10 000 чоловік, але на відміну від «безсмертних» епохи Ахеменідів вони були кінними. У Візантійської імперії під час правління Іоанна Цимісхія також був сформований загін елітної кавалерії, названий «безсмертними».

### Сучасність
«Безсмертними» називалася гвардія, набрана з добровольців, у армії останнього шаха Ірану; їхня загальна чисельність становила 4-5 тисяч чоловік, включаючи батальйон танків Чифтен. Після революції 1979 року ця гвардія була розформована.

## «Безсмертні» в масовій культурі
Використання «безсмертних» при Фермопілах відображено у фільмах «Триста спартанців» (1962) і «300 спартанців» (2007), хоча в обох фільмах їх зображення далеке від історичного. Особливо — у фільмі 2007 року, де вони одягнені в чорні обладунки з залізними масками з потворними обличчями і озброєні самурайськими мечами.
В деяких історичних комп'ютерних стратегіях (зокрема, в Legion III, Civilization III, Civilization IV, Civilization V, Rise of Nations і Empire Earth) «безсмертні» використовуються як унікальний перський тип військ. Протагоніст гри Prince of Persia: The Lost Crown належить до «безсмертних».